# Rusava, Iampol
Rusava (în ucraineană Русава) este localitatea de reședință a comunei Rusava din raionul Iampol, regiunea Vinița, Ucraina.

## Demografie
Componența lingvistică a localității Rusava
     Ucraineană (98,35%)
     Rusă (1,57%)
     Alte limbi (0,08%)
Conform recensământului din 2001, majoritatea populației localității Rusava era vorbitoare de ucraineană (98,35%), existând în minoritate și vorbitori de rusă (1,57%).